# Portas da Cidade do Rio de Janeiro
As Portas da Cidade do Rio de Janeiro localizavam-se próximo à antiga Rua da Misericórdia, no centro histórico da cidade e estado do Rio de Janeiro, no Brasil.

## História
Durante o segundo governo de Duarte Correia Vasqueanes (1645-1648) à frente da capitania do Rio de Janeiro, foi levantada uma cortina ligando a Fortaleza de São Sebastião do Castelo ao Forte de São Tiago da Misericórdia, na ponta de São Tiago, depois Calabouço. Nessa cortina foram abertas as Portas da Cidade, na altura da rua da Misericórdia.
Uma fonte francesa coeva da invasão do corsário francês René Duguay-Trouin (Setembro de 1711) pode indicar que aqui existia uma bateria, artilhada com 10 peças.
Segundo LAYTANO (1959), ao tempo do Vice-rei D. José Luís de Castro (1790-1801), foram procedidas melhorias nessa defesa, à altura do beco da Música.
BARRETTO (1958) informa que, na primeira metade do século XX, ainda existiam, como vestígios dessas antigas portas, um arco de pedra no chamado beco da Música (op. cit., p. 229).